# واتارو أوساكا
واتارو أوساكا (باليابانية: 江坂 任) (31 مايو 1992 في هيوغو في اليابان – )؛ هو لاعب كرة قدم ياباني سابق كان يلعب كلاعب وسط.

## وصلات خارجية
- واتارو أوساكا على موقع رابطة كرة القدم اليابانية للمحترفين (اليابانية)
- واتارو أوساكا على موقع دوري كوريا الجنوبية (الإنجليزية)
- واتارو أوساكا على موقع إي إس بي إن إف سي (الإنجليزية)
- واتارو أوساكا على موقع قاعدة بيانات كرة القدم.إي يو (الإنجليزية)
- واتارو أوساكا على موقع ناشيونال فوتبول تيمز (الإنجليزية)
- واتارو أوساكا على موقع Soccerbase.com (لاعب) (الإنجليزية)
- واتارو أوساكا على موقع Soccerway.com (الإنجليزية)
- واتارو أوساكا على موقع عالم كرة القدم.نت (الإنجليزية)
- واتارو أوساكا على موقع كووورة